# Bruno Dammann
Bruno Dammann (* 6. April 1869 in Proskau, Landkreis Oppeln, Provinz Schlesien; † 6. Februar 1934) war ein deutscher Jurist und Ministerialbeamter.

## Leben
Bruno Dammann studierte Rechtswissenschaften und war ab 1890 Referendar bei Gerichten in Herzberg, Hannover und Celle. 1895 wurde er Regierungsassessor und war ab 1897 Hilfsarbeiter des Landrates in Pillkallen, Landkreis Schloßberg (Ostpr.) Von 1898 bis 1901 Regierung in Gumbin, Landkreis Stolp, zunächst in der Abteilung Kirchen- und Schulwesen, dann in der Präsidialabteilung und kam anschließend als Hilfsarbeiter in das Reichsamt des Innern. Hier wurde er 1902 Regierungsassistent und war ab 1905 Regierungsrat und ständiger Hilfsarbeiter. Von 1906 bis 1911 war er Vortragender Rat und wurde dann bis 1914 Geheimer Oberregierungsrat. In dieser Position war er Protokollführer im Reichstag. Er kam an das Preußische Ministerium für Landwirtschaft, Domänen und Forsten und war hier 1917/18 Ministerialdirektor.
1918 war er Bevollmächtigter zum Bundesrat und kam als Direktor zurück in das Reichsamt des Innern. Ab 1931 war er, zuletzt wieder als Ministerialdirektor, bis 1933 Leiter der Abteilung II (Volksgesundheit, Wohlfahrt und Deutschtum) und Leiter der Ostpreußenstelle. Anfang August 1933 wurde er in den Ruhestand versetzt.
Für seinen Einsatz erhielt er Ehrendoktorwürden von der Universität Berlin, Leipzig und von der Tierärztlichen Hochschule Hannover. Außerdem war er Ehrensenator der Universitäten Freiburg (1929) und Tübingen (1932). Er war erster Präsident des Ende Februar 1931 eingerichteten Reichsausschusses für Krebsbekämpfung.